# Swami Chidvilasananda
Swami Chidvilasananda es el nombre monástico de Malti Devi Shetty, la actual cabeza del linaje o Gurú de Siddha Yoga y líder de la Organización llamada Siddha Yoga Dham of America. Fue discípula de Swami Muktananda y de ella se dice que es una Shaktipat Gurú, es decir, una Maestra espiritual capaz de otorgar la iniciación de Shaktipat, es decir, de despertar la energía Kundalini de sus discípulos.
A Swami Chidvilasananda también se le conoce con el nombre de "Gurumayi" que significa "La que está inmersa en el Gurú".

## Biografía
Malti Shetty fue la hija más grande del dueño de un restaurante en Bombay, quien junto con su esposa fue discípulo de Swami Muktananda en los años 1950. Durante su niñez, su padre la llevó por primera vez al ashram de Gurudev Siddha Peet, en el pueblo de Ganeshpuri, estado de Maharashtra, en India, cuando ella apenas tenía 5 años de edad. Era común que pasara los fines de semana en el ashram durante su niñez. 
A la edad de 14 (she knowme at the same age, me miro a los ojo y dijo ¿que haces aquí? I just could see your devotion, i alway feel her peace an my childen know hers vibrations))años fue iniciada en Shaktipat por Swami Muktananda y pronto se mudó de tiempo completo al Ashram. A la edad de 15 Swami Muktananda la tomó como su traductora oficial de inglés a Hindi y lo acompañó en los tours mundiales que emprendió.
En mayo de 1982 Malti Shetty fue iniciada formalmente como Sanyasin (renunciante) en la antigua orden de los Swamis en la rama Saraswati y le fue dado el nombre monástico de Swami Chidvilasananda (literalmente "la dicha del juego de la conciencia") y tomó los votos de pobreza, celibato y obediencia, como es lo observado en dichos monjes. Por ese mismo tiempo Muktananda la designó junto con el hermano de ella como co-sucesores del linaje. El hermano de Chidvilasananda se llama Subash Shetty y actualmente lleva el nombre monástico de Mahamandeleshwar Swami Nityananda y es la cabeza del movimiento espiritual denonominado Shanti Mandir.

## Obra filantrópica
En 1992 Gurumayi fundó el Proyecto Prasad, una organización sin fines de lucro y reconocida por a Organización de las Naciones Unidas que tiene como objeto hacer llegar alimentos a los pobres en India. 
También fundo en 1997 la Fundación Muktabodha, que se dedica a realizar estudios indiológicos y que cuenta con su propia editorial. 

## Críticas
Existen algunas críticas alrededor de Siddha Yoga Dham of America, Swami Muktananda y Gurumayi misma. De ella se alega que su imagen es más la de una "estrella de cine" que una Swami - monja renunciante -, y que su Ashram en el estado de New York es más un "Country Club", que un lugar austero como se supondría debería ser. Sin embargo es sólo una apariencia, ya que los siddha yoguis son por lo general personas comedidas y moderadas que no ven incompatibles la belleza, la espiritualidad y el dinero, el cual lo utilizan para el bienestar propio y ajeno propiciando centros de enseñanza y lugares para las prácticas espirituales del Sanatana Dharma (religión eterna), por el bien de todos los seres. 
A Gurumayi se le ha asociado con estrellas de cine y de la cultura pop tales como Meg Ryan, Diana Ross, Melanie Griffith, Isabella Rossellini, entre otras.

## Respondiendo a las críticas
Cuando un monje o monja se convierte en Gurú o Gurunii, terminó su periodo monástico, pues la meta de esa forma de vida es lograr la liberación e iluminación del ser interior, lo cual se cumple y patentiza en el estado del gurú. 
Un ashram es una institución que se desarrolla en torno y bajo la dirección de un gurú, con el objeto de lograr moksha (liberación) y bodhaH (iluminación); Si en un ashram hay opulencia o austeridad no demerita su finalidad. 
En un ashram hay estudios y prácticas de las enseñanzas del gurú, cultos y ritos del Sanatana Dharma (religión hindú), porque sin conocimiento no hay liberación y la mente piensa y siente, y hay que purificarla por todos los medios. 
Si Gurunii Chitvilasaananda (ó cualquier otra Gurunii, porque hay más) lleva una vida opulenta o austera, no debe importarle a la gente. La trasmisión del estado del gurú (gurupad) que recibió Gurunii Chitvilasaananda es legítimo. 
Lo que la gente debe saber es que nadie se autonombra Gurú, qué un gurú nombra a otro y que  le trasmite su estado de supraconciencia y su poder sagrado y que el Gurú transmisor del linaje no se equivoca. 
Si la liberación y la iluminación del ser no fuera eterna, y dependiera de juventud, el celibato, la riqueza o pobreza, no valdría la pena buscarla porque termina con la muerte del cuerpo físico. 
La iluminación y la liberación del ser, no depende de los cosas transitorias, pues son absolutas y eternas. 
A Gurumii Chitvilasaananda le gusta vivir célibe, pero si dejará su celibato, su estado de Gurunii no cambiaría en nada, pues es su estado natural de supraconsciencia que logró o se lo dio su gurú, y eso es trascendente y eterno. 
Los que la critican deben ser personas mal informadas, el Gurú está más allá de todo condicionamiento y compromiso social, deberían mejor aprender de ella a lograr la pureza mental y la lucidez de la conciencia pura y dejar de ver, si tiene o no tiene esto o aquello. (nota: Gurunii (f) - maestra espiritual).

## La vida del Gurú
La forma en que viva el Gurú no es de incumbencia de la gente, el Gurú no está sujeto a las modas  o formas de vida de las diferentes culturas, lo valioso de él es su estado supraconciente, el Gurú tiene el estado pleno de la supraconsciencia; está más allá de las limitaciones y condicionamientos de clase social y casta. 
El Gurú no está apegado a nada, ha logrado la perfección total, En la etapa de desarrollo espiritual, el shishya (discípulo) purifica su mente, cuando logró el estado supraconsciencia ha terminado su desarrollo. 
El estilo de vida del Gurú (m) o Gurunii (f) no demerita su realización o estado supraconciente, cuando logró el gurupad (estado del gurú) terminó su desarrollo espiritual, ya no está sujeto a nada,  al convivir con los chellaH (discípulos) los impregna de su lucidez, tranquilidad y pureza. El Gurú está más allá de las castas y votos; su estado interior no varía. El Gurú es una persona buena, en su corazón no hay maldad, no le hace daño a nadie. 
En este planeta, hay unos mil quinientos Gurús aproximadamente, unos mil trabajan en forma pública, los otros apenas si son conocidos. Todos los Gurús son por su poder y su enseñanza, la única forma de salir del samsara (reino de la vida y de la muerte cíclica), y de lograr la iluminación permanente.

## En la Cultura Popular
En al menos dos películas se hacen referencias a Gurumayi y Siddha Yoga Dham: en la película mexicana "Sexo, Pudor y lágrimas" aparecen los retratos de los gurus de Siddha Yoga, y en la película "Comer, Rezar y Amar" se hace una referencia indirecta a Siddha Yoga.
- Datos: Q370657